# Toppdomän
Toppdomän (engelska: Top-level domain), förkortat TLD, är den högsta nivån i internets domännamnssystem (DNS). Till exempel har domännamnet sv.wikipedia.org toppdomänen "org". En toppdomän är alltså den del som avslutar domännamnet, det som står efter den sista punkten i ett domännamn, till exempel .se, .dk eller .no. Varje land ansvarar för var sin toppdomän och det finns även toppdomäner som inte är kopplade till ett visst land, som till exempel .com, .org och .net. Vem som ansvarar för respektive toppdomän styrs av organisationen ICANN (Internet Corporation for Assigned Names and Numbers).
Internetmyndigheten IANA klassificerar toppdomäner i följande kategorier:
- Nationella toppdomäner (country code top-level domain, ccTLD) är de domännamn på internet som reserverats för enskilda länder, och som slutar med landsändelse, till exempel .se för Sverige. Ett nationellt domännamn består antingen av två[2] latinska bokstäver (a–z) enligt ISO 3166 (med tillägg för .uk och .eu), eller också består det av en punycode-kodad beteckning med andra skriftsystem (IDN). I ASCII-form inleds dessa senare med "xn--".
- Generiska toppdomäner (generic top-level domain, gTLD) används (åtminstone i teorin) av särskilda klasser av organisationer. Huvudgruppen av generiska toppdomäner är com, net, och org. Till exempel är com avsedd att användas av kommersiella organisationer. Domännamnet består av tre eller fler bokstäver[2]. De flesta generiska toppdomäner är tillgängliga för hela världen, men av historiska skäl är mil (military, militär) och gov (governmental, statlig) begränsade till myndigheter i USA. Från 2012 har skapandet av nya generiska toppdomäner förenklats betydligt och de räknas nu i tusental.
- Infrastrukturella toppdomäner. Dessa har spelat ut sin roll. En som fortfarande finns kvar är arpa.

Toppdomäner infördes 1985 för att decentralisera tilldelandet av domänadresser, så att till exempel varje land kunde själva tilldela domänadresser till sina organisationer och medborgare. Innan dess fanns en enda lista domäner, och till exempel e-postadresser kunde se ut som smith@berkeley det vill säga Smith på Berkeley-universitetet.
Regelverket för olika länders toppdomäner varierar. I länder där man haft en liberal hållning när det kommer till registrering, som till exempel i Nederländerna, har man generellt sett också ett högt antal domäner per capita. Nederländernas .nl är till exempel en av de största nationella toppdomänerna.
Fram till år 2003 tillät DNS endast bokstäverna a till z, siffrorna 0 till 9 och bindestreck i domännamn, men numera går det att använda fler tecken i domänerna. Strängt taget har namnet samma begränsningar, men dessa tecken används för att koda andra tecken, som sedan visas av webbläsare och andra användargränssnitt (se IDN).
Exakt vilka tecken som får användas bestämmer varje toppdomän. Till exempel för .se gäller att domännamn även kan innehålla de nordiska språkens övriga bokstäver (inklusive ü och é) samt alla bokstäver i de officiella svenska minoritetsspråken, alltså finska, tornedalsfinska, samiska, romani och jiddisch.
År 2013 började ICANN tillåta vem som helst att ansöka om en egen toppdomän. Det ledde till att vissa storföretag och städer registrerade sina egna toppdomäner.

## Lista över toppdomäner

### Nationella toppdomäner

#### A
| Toppdomän | Användningsområde       | Status | Introducerad | Kommentar |
| --------- | ----------------------- | ------ | ------------ | --- |
| .ac       | Ascension               | Aktiv  | 1997         | Toppdomänen administreras av NIC.AC, ett dotterbolag till brittiska Internet Computer Bureau. |
| .ad       | Andorra                 | Aktiv  | 1996         | |
| .ae       | Förenade arabemiraten   | Aktiv  | 1992         | |
| .af       | Afghanistan             | Aktiv  | 1997         | |
| .ag       | Antigua och Barbuda     | Aktiv  | 1991         | |
| .ai       | Anguilla                | Aktiv  | 1995         | |
| .al       | Albanien                | Aktiv  | 1992         | |
| .am       | Armenien                | Aktiv  | 1994         | |
| .an       | Nederländska Antillerna | Aktiv  | 1993         | |
| .ao       | Angola                  | Aktiv  | 1995         | |
| .aq       | Antarktis               | Aktiv  | 1992         | |
| .ar       | Argentina               | Aktiv  | 1987         | |
| .as       | Amerikanska Samoa       | Aktiv  | 1997         | |
| .at       | Österrike               | Aktiv  | 1988         | Toppdomänen administreras av NIC.AT. .at-domänen har flera andranivådomäner: gv.at, regeringsinstitutioner; .ac.at, akademiska och utbildningsinstitutioner (registreringen sköts av Wiens universitet); .co.at, företag; och .or.at, organisationer. |
| .au       | Australien              | Aktiv  | 1986         | |
| .aw       | Aruba                   | Aktiv  | 1996         | För närvarande administreras den av det privatägda telekomföretaget SETAR. Adresser får registreras direkt i andra nivån, men underdomänen .com.aw, avsedd för kommersiella webbplatser, finns också.                                                 |
| .ax       | Åland                   | Aktiv  | 2006         | |
| .az       | Azerbajdzjan            | Aktiv  | 1993         | |

#### B
| Toppdomän | Användningsområde       | Status  | Introducerad | Kommentar |
| --------- | ----------------------- | ------- | ------------ | --- |
| .ba       | Bosnien och Hercegovina | Aktiv   | 1996         | |
| .bb       | Barbados                | Aktiv   | 1991         | |
| .bd       | Bangladesh              | Aktiv   | 1999         | |
| .be       | Belgien                 | Aktiv   | 1988         | |
| .bf       | Burkina Faso            | Aktiv   | 1993         | |
| .bg       | Bulgarien               | Aktiv   | 1995         | |
| .bh       | Bahrain                 | Aktiv   | 1994         | |
| .bi       | Burundi                 | Aktiv   | 1996         | Toppdomänen introducerades 1986 och administreras av Burundi National Center of Information Technology. .bi registry IANA .bi whois-information                                                                                   |
| .bj       | Benin                   | Aktiv   | 1996         | |
| .bm       | Bermuda                 | Aktiv   | 1993         | |
| .bn       | Brunei                  | Aktiv   | 1994         | |
| .bo       | Bolivia                 | Aktiv   | 1991         | |
| .br       | Brasilien               | Aktiv   | 1989         | Ej att förväxla med .бг, vars registrering fördröjdes p.g.a. förväxlingsrisken. |
| .bs       | Bahamas                 | Aktiv   | 1991         | |
| .bt       | Bhutan                  | Aktiv   | 1997         | |
| .bv       | Bouvetön                | Inaktiv | 1997         | Domänen används inte alls, eftersom denna norska ö är helt obebodd. Den norska organisation som administrerar .no-domänen administrerar denna också, men domänen används inte och det finns inga webbplatser med adress på ".bv". |
| .bw       | Botswana                | Aktiv   | 1993         | |
| .by       | Vitryssland             | Aktiv   | 1994         | |
| .bz       | Belize                  | Aktiv   | 1991         | |

#### C
| Toppdomän | Användningsområde                       | Status  | Introducerad | Kommentar |
| --------- | --------------------------------------- | ------- | ------------ | --- |
| .ca       | Kanada                                  | Aktiv   | 1987         | |
| .cc       | Kokosöarna                              | Aktiv   | 1997         | |
| .cd       | Kongo-Kinshasa                          | Aktiv   | 1997         | |
| .cf       | Centralafrikanska republiken            | Aktiv   | 1996         | |
| .cg       | Kongo-Brazzaville                       | Aktiv   | 1997         | |
| .ch       | Schweiz                                 | Aktiv   | 1987         | ch kommer från latinets "Confoederatio Helvetica" |
| .ci       | Elfenbenskusten                         | Aktiv   | 1995         | ci kommer från landets namn på franska "Côte d'Ivoire" |
| .ck       | Cooköarna                               | Aktiv   | 1995         | CK står för Cook. Registrering finns inom följande kategorier: .co.ck (företag), .org.ck (ideella organisationer), .edu.ck (undervisningsinstitutioner), .gov.ck (statliga institutioner) samt .net.ck (internetleverantörer). |
| .cl       | Chile                                   | Aktiv   | 1987         | |
| .cm       | Kamerun                                 | Aktiv   | 1995         | cm kommer från franska och engelska namnet Cameroon |
| .cn       | Kina                                    | Aktiv   | 1987         | cn kommer från det engelska namnet China |
| .co       | Colombia                                | Aktiv   | 1991         | Sedan 2010 tillgänglig för sajtägare från hela världen, och har börjat användas som en variant på .com |
| .cr       | Costa Rica                              | Aktiv   | 1999         | |
| .cs       | Tjeckoslovakien, Serbien och Montenegro | Inaktiv | 1990         | .cs var Tjeckoslovakiens toppdomän. Landet delades 1993 i två nya länder, Tjeckien och Slovakien, som fick egna toppdomäner, .cz respektive .sk. Användandet av .cs fasades ut, och domänen togs slutligen bort helt i början av 1995. 2003 blev .cs (enligt ISO 3166-1) landskoden för Serbien och Montenegro (Srbija i Crna Gora på Serbiska), vilket gjorde att detta land var tänkt ta över .cs som toppdomän. Dock hann Serbien och Montenegro delas i två länder 2006, innan domänen kommit att börja användas. Under en övergångsperiod använde både Serbien och Montenegro den gamla domänen .yu tills deras nya domäner aktiverats. De nya domänerna är Serbien: .rs och Montenegro: .me. |
| .cu       | Kuba                                    | Aktiv   | 1992         | cu kommer från det spanska och engelska namnet Cuba |
| .cv       | Kap Verde                               | Aktiv   | 1996         | |
| .cw       | Curaçao                                 | Aktiv   | 2010         | |
| .cx       | Julön                                   | Aktiv   | 1997         | |
| .cy       | Cypern                                  | Aktiv   | 1994         | |
| .cz       | Tjeckien                                | Aktiv   | 1993         | cz kommer från det engelska namnet Czech Republic. |

#### D
| Toppdomän | Användningsområde       | Status  | Introducerad | Kommentar |
| --------- | ----------------------- | ------- | ------------ | --- |
| .dd       | Östtyskland             | Inaktiv | Aldrig       | dd var de två första bokstäverna i DDR. Toppdomänen hann aldrig börja användas då staten Östtysklands upplösning tog sin början. Istället används den tidigare västtyska toppdomänen .de.                                                                                               |
| .de       | Tyskland                | Aktiv   | 1986         | Namnet kommer från de två första bokstäverna i det tyska namnet för Tyskland (Deutschland). Ansvarig för domänen är DENIC. Den har flest registrerade underdomäner av alla landsbundna toppdomäner och näst flest av alla toppdomäner över huvud taget, efter .com. Se även: .dd, DENIC |
| .dj       | Djibouti                | Aktiv   | 1996         | |
| .dk       | Danmark                 | Aktiv   | 1987         | |
| .dm       | Dominica                | Aktiv   | 1991         | |
| .do       | Dominikanska republiken | Aktiv   | 1991         | |
| .dz       | Algeriet                | Aktiv   | 1994         | |

#### E
| Toppdomän | Användningsområde  | Status     | Introducerad | Kommentar |
| --------- | ------------------ | ---------- | ------------ | --- |
| .ec       | Ecuador            | Aktiv      | 1991         | |
| .ee       | Estland            | Aktiv      | 1992         | |
| .eg       | Egypten            | Aktiv      | 1990         | |
| .eh       | Västsahara         | Reserverad | ?            | Toppdomänen är inte i bruk men finns reserverad åt landet. Detta beror på att Västsahara är ockuperat av Marocko. Webbplatser i Västsahara måste än så länge därför använda den marockanska toppdomänen .ma.     |
| .er       | Eritrea            | Aktiv      | 1996         | |
| .es       | Spanien            | Aktiv      | 1988         | |
| .et       | Etiopien           | Aktiv      | 1991         | |
| .eu       | Europeiska unionen | Aktiv      | 2005         | Domänen kan användas inom länder som är medlemmar i EU, istället för vanliga toppdomäner som .se eller .ie. Tidigare användes subdomänen .eu.int för EU och Europaparlamentet, men den är numera ersatt med .eu. |

#### F
| Toppdomän | Användningsområde         | Status | Introducerad | Kommentar |
| --------- | ------------------------- | ------ | ------------ | --------- |
| .fi       | Finland                   | Aktiv  | 1986         |           |
| .fj       | Fiji                      | Aktiv  | 1992         |           |
| .fk       | Falklandsöarna            | Aktiv  | 1997         |           |
| .fm       | Mikronesiska federationen | Aktiv  | 1995         |           |
| .fo       | Färöarna                  | Aktiv  | 1993         |           |
| .fr       | Frankrike                 | Aktiv  | 1986         |           |

#### G
| Toppdomän | Användningsområde | Status  | Introducerad | Kommentar |
| --------- | ----------------- | ------- | ------------ | --- |
| .ga       | Gabon             | Aktiv   | 1994         | |
| .gb       | Storbritannien    | Inaktiv | 1986         | .gb är en av Storbritanniens två toppdomäner. Förkortningen GB står för Great Britain. Toppdomänen används inte idag, eftersom namnet Storbritannien i viss mån exkluderar Nordirland. Istället används .uk. |
| .gd       | Grenada           | Aktiv   | 1992         | |
| .ge       | Georgien          | Aktiv   | 1992         | |
| .gf       | Franska Guyana    | Aktiv   | 1996         | Franska: Guyane français |
| .gg       | Guernsey          | Aktiv   | 1996         | |
| .gh       | Ghana             | Aktiv   | 1995         | |
| .gi       | Gibraltar         | Aktiv   | 1995         | |
| .gl       | Grönland          | Aktiv   | 1994         | Domännamn är tillgängliga internationellt utan restriktioner och används bland annat av Googles goo.gl-tjänst. Domänen administreras av Grönlands post- och teleföretag TELE Greenland.                      |
| .gm       | Gambia            | Aktiv   | 1997         | |
| .gn       | Guinea            | Aktiv   | 1994         | |
| .gp       | Guadeloupe        | Aktiv   | 1996         | |
| .gq       | Ekvatorialguinea  | Aktiv   | 1997         | |
| .gr       | Grekland          | Aktiv   | 1989         | |
| .gs       | Sydgeorgien       | Aktiv   | 1997         | |
| .gt       | Guatemala         | Aktiv   | ?            | |
| .gu       | Guam              | Aktiv   | 1994         | |
| .gw       | Guinea-Bissau     | Aktiv   | 1997         | |
| .gy       | Guyana            | Aktiv   | 1994         | |

#### H
| Toppdomän | Användningsområde        | Status | Introducerad | Kommentar |
| --------- | ------------------------ | ------ | ------------ | --------- |
| .hk       | Hongkong                 | Aktiv  | 1990         |           |
| .hm       | Heard- och McDonaldöarna | Aktiv  | 1997         |           |
| .hn       | Honduras                 | Aktiv  | 1993         |           |
| .hr       | Kroatien                 | Aktiv  | 1993         |           |
| .ht       | Haiti                    | Aktiv  | 1997         |           |
| .hu       | Ungern                   | Aktiv  | 1990         |           |

#### I
| Toppdomän | Användningsområde                       | Status | Introducerad | Kommentar                                                                                     |
| --------- | --------------------------------------- | ------ | ------------ | --------------------------------------------------------------------------------------------- |
| .id       | Indonesien                              | Aktiv  | 1993         |                                                                                               |
| .ie       | Irland                                  | Aktiv  | 1988         |                                                                                               |
| .il       | Israel                                  | Aktiv  | 1985         |                                                                                               |
| .im       | Isle of Man                             | Aktiv  | 1996         |                                                                                               |
| .in       | Indien                                  | Aktiv  | 1989         |                                                                                               |
| .io       | Brittiska territoriet i Indiska oceanen | Aktiv  | 1997         |                                                                                               |
| .iq       | Irak                                    | Aktiv  | 1997         |                                                                                               |
| .ir       | Iran                                    | Aktiv  | 1994         |                                                                                               |
| .is       | Island                                  | Aktiv  | 1986         |                                                                                               |
| .it       | Italien                                 | Aktiv  | 1987         | Underdomäner är .gov.it, .edu.it, .difesa.it, .co.it, .tv.it, provincia.X.it och regione.X.it |

#### J
| Toppdomän | Användningsområde | Status | Introducerad | Kommentar |
| --------- | ----------------- | ------ | ------------ | --------- |
| .je       | Jersey            | Aktiv  | 1996         |           |
| .jm       | Jamaica           | Aktiv  | 1991         |           |
| .jo       | Jordanien         | Aktiv  | 1997         |           |
| .jp       | Japan             | Aktiv  | 1986         |           |

#### K
| Toppdomän | Användningsområde     | Status | Introducerad | Kommentar |
| --------- | --------------------- | ------ | ------------ | --------- |
| .ke       | Kenya                 | Aktiv  | 1993         |           |
| .kg       | Kirgizistan           | Aktiv  | 1995         |           |
| .kh       | Kambodja              | Aktiv  | 1996         |           |
| .ki       | Kiribati              | Aktiv  | 1995         |           |
| .km       | Komorerna             | Aktiv  | 1998         |           |
| .kn       | Saint Kitts och Nevis | Aktiv  | 1991         |           |
| .kp       | Nordkorea             | Aktiv  | 2007         |           |
| .kr       | Sydkorea              | Aktiv  | 1986         |           |
| .kw       | Kuwait                | Aktiv  | 1992         |           |
| .ky       | Caymanöarna           | Aktiv  | 1995         |           |
| .kz       | Kazakstan             | Aktiv  | 1994         |           |

#### L
| Toppdomän | Användningsområde | Status | Introducerad | Kommentar                                               |
| --------- | ----------------- | ------ | ------------ | ------------------------------------------------------- |
| .la       | Laos              | Aktiv  | 1996         |                                                         |
| .lb       | Libanon           | Aktiv  | 1993         |                                                         |
| .lc       | Saint Lucia       | Aktiv  | 1991         |                                                         |
| .li       | Liechtenstein     | Aktiv  | 1993         |                                                         |
| .lk       | Sri Lanka         | Aktiv  | 1990         | http://www.iana.org/root-whois/lk.htm http://www.nic.lk |
| .lr       | Liberia           | Aktiv  | ?            |                                                         |
| .ls       | Lesotho           | Aktiv  | 1993         |                                                         |
| .lt       | Litauen           | Aktiv  | 1992         |                                                         |
| .lu       | Luxemburg         | Aktiv  | 1995         |                                                         |
| .lv       | Lettland          | Aktiv  | 1993         |                                                         |
| .ly       | Libyen            | Aktiv  | 1988         |                                                         |

#### M
| Toppdomän | Användningsområde | Status | Introducerad | Kommentar |
| --------- | ----------------- | ------ | ------------ | --- |
| .ma       | Marocko           | Aktiv  | 1993         | |
| .mc       | Monaco            | Aktiv  | 1995         | |
| .md       | Moldavien         | Aktiv  | 1994         | |
| .me       | Montenegro        | Aktiv  | 2006         | Används ganska mycket över hela världen på grund av dess betydelse på engelska "mig". |
| .mg       | Madagaskar        | Aktiv  | 1995         | |
| .mh       | Marshallöarna     | Aktiv  | 1996         | |
| .mk       | Nordmakedonien    | Aktiv  | 1993         | |
| .ml       | Mali              | Aktiv  | 1993         | Domänen administreras av det statligt ägda telekomföretaget Sotelma. Registrering av adresser sker under någon av följande underdomäner: .com.ml (företag och varumärken), .net.ml (internetleverantörer), .org.ml (organisationer - även internationella sådana tillåts om de finns registrerade i Mali), .edu.ml (skolor), .gov.ml (myndigheter) samt .presse.ml (media). |
| .mm       | Myanmar (Burma)   | Aktiv  | 1997         | |
| .mn       | Mongoliet         | Aktiv  | 1995         | |
| .mo       | Macao             | Aktiv  | 1996         | |
| .mp       | Nordmarianerna    | Aktiv  | 2006         | |
| .mq       | Martinique        | Aktiv  | 1997         | |
| .mr       | Mauretanien       | Aktiv  | 1996         | För att kunna registrera ett namn under toppdomänen krävs viss lokal anknytning. Officiell webbplats Information från IANA Registreringsformulär |
| .ms       | Montserrat        | Aktiv  | 1997         | |
| .mt       | Malta             | Aktiv  | 1992         | |
| .mu       | Mauritius         | Aktiv  | 1995         | Domänen används även av vissa musikband, eftersom mu är de första bokstäverna i "music". Den används även av svenska webbplatser inriktade mot boskapsuppfödning eller mjölkproduktion på grund av likheten med den vanliga .nu och den omedelbara ljudhärmande kopplingen till kon. Exempelvis http://www.kalvin.mu/                                                       |
| .mv       | Maldiverna        | Aktiv  | 1996         | |
| .mw       | Malawi            | Aktiv  | 1997         | |
| .mx       | Mexiko            | Aktiv  | 1989         | |
| .my       | Malaysia          | Aktiv  | 1987         | |
| .mz       | Moçambique        | Aktiv  | 1992         | |

#### N
| Toppdomän | Användningsområde | Status | Introducerad | Kommentar |
| --------- | ----------------- | ------ | ------------ | --- |
| .na       | Namibia           | Aktiv  | 1991         | |
| .nc       | Nya Kaledonien    | Aktiv  | 1993         | |
| .ne       | Niger             | Aktiv  | 1996         | |
| .nf       | Norfolkön         | Aktiv  | 1996         | |
| .ng       | Nigeria           | Aktiv  | 1995         | |
| .ni       | Nicaragua         | Aktiv  | 1989         | |
| .nl       | Nederländerna     | Aktiv  | 1986         | |
| .no       | Norge             | Aktiv  | 1987         | |
| .np       | Nepal             | Aktiv  | 1995         | |
| .nr       | Nauru             | Aktiv  | 1998         | |
| .nu       | Niue              | Aktiv  | 1997         | Domänen är populär i Sverige, Danmark, Nederländerna och Belgien då nu är ordet för nu på svenska, danska och nederländska. Sedan september 2013 sköter Internetstiftelsen drift och administration av toppdomänen .nu |
| .nz       | Nya Zeeland       | Aktiv  | 1987         | |

#### O
| Toppdomän | Användningsområde | Status  | Introducerad | Kommentar |
| --------- | ----------------- | ------- | ------------ | --- |
| .om       | Oman              | Aktiv   | 1996         | |
| .oz       | Australien        | Inaktiv |              | Har använts i Australien tidigt i internets historia (parallellt med .au), innan man styrde upp toppdomänerna. |

#### P
| Toppdomän | Användningsområde         | Status | Introducerad | Kommentar                                                                        |
| --------- | ------------------------- | ------ | ------------ | -------------------------------------------------------------------------------- |
| .pa       | Panama                    | Aktiv  | 1994         |                                                                                  |
| .pe       | Peru                      | Aktiv  | 1991         |                                                                                  |
| .pf       | Franska Polynesien        | Aktiv  | 1996         |                                                                                  |
| .pg       | Papua Nya Guinea          | Aktiv  | 1996         |                                                                                  |
| .ph       | Filippinerna              | Aktiv  | 1990         |                                                                                  |
| .pk       | Pakistan                  | Aktiv  | 1992         |                                                                                  |
| .pl       | Polen                     | Aktiv  | 1990         | Domänen administreras av NASK, en polsk forsknings- och utvecklingsorganisation. |
| .pm       | Saint-Pierre och Miquelon | Aktiv  | 1997         | Inactive til 2011-12-06                                                          |
| .pn       | Pitcairnöarna             | Aktiv  | 1997         |                                                                                  |
| .pr       | Puerto Rico               | Aktiv  | 1989         |                                                                                  |
| .ps       | Palestina                 | Aktiv  | 2000         |                                                                                  |
| .pt       | Portugal                  | Aktiv  | 1988         |                                                                                  |
| .pw       | Palau                     | Aktiv  | 1997         |                                                                                  |
| .py       | Paraguay                  | Aktiv  | 1991         |                                                                                  |

#### Q
| Toppdomän | Användningsområde | Status | Introducerad | Kommentar |
| --------- | ----------------- | ------ | ------------ | --------- |
| .qa       | Qatar             | Aktiv  | 1996         |           |

#### R
| Toppdomän | Användningsområde | Status | Introducerad | Kommentar |
| --------- | ----------------- | ------ | ------------ | --- |
| .re       | Réunion           | Aktiv  | 1997         | |
| .ro       | Rumänien          | Aktiv  | 1993         | |
| .rs       | Serbien           | Aktiv  | 2006         | |
| .ru       | Ryssland          | Aktiv  | 1994         | RU-CENTER administrerar toppdomänen. Man kan även registrera denna domän hos dem. Se även .su, en toppdomän som står för Sovjetunionen och fortfarande i viss mån används i Ryssland, och .рф. .рф är en extra toppdomän för Ryssland – som endast kan användas för domännamn med kyrilliska bokstäver – började användas 2010. |
| .rw       | Rwanda            | Aktiv  | 1996         | |

#### S
| Toppdomän | Användningsområde      | Status  | Introducerad | Kommentar |
| --------- | ---------------------- | ------- | ------------ | --- |
| .sa       | Saudiarabien           | Aktiv   | 1994         | |
| .sb       | Salomonöarna           | Aktiv   | 1994         | |
| .sc       | Seychellerna           | Aktiv   | 1997         | |
| .sd       | Sudan                  | Aktiv   | 1997         | |
| .se       | Sverige                | Aktiv   | 1986         | |
| .sg       | Singapore              | Aktiv   | 1988         | |
| .sh       | Sankta Helena          | Aktiv   | 1997         | |
| .si       | Slovenien              | Aktiv   | 1993         | |
| .sj       | Svalbard och Jan Mayen | Inaktiv | 1997         | Den används inte. Webbplatser för Svalbards invånare, företag och organisationer har oftast .no eller .com som toppdomän. |
| .sk       | Slovakien              | Aktiv   | 1993         | |
| .sl       | Sierra Leone           | Aktiv   | 1997         | |
| .sm       | San Marino             | Aktiv   | 1995         | |
| .sn       | Senegal                | Aktiv   | 1993         | |
| .so       | Somalia                | Aktiv   | 1997         | Officiellt öppnad 1 november 2010 enligt denna sida. Domänen har varit inaktiv under ett antal år på grund av inbördeskrig och brist på fungerande myndigheter. |
| .sr       | Surinam                | Aktiv   | 1991         | |
| .ss       | Sydsudan               | Inaktiv | 2011         | |
| .st       | São Tomé och Príncipe  | Aktiv   | 1997         | Administreras av svenska internetleverantören Bahnhof. I viss utsträckning använder personer och företag i Sverige denna toppdomän. |
| .su       | Sovjetunionen          | Aktiv   | 1990         | Toppdomänen används trots Sovjetunionens upplösning, och domänregistranten tillåter fortfarande nyregistreringar. Det är oklart hur kompatibelt det här förfarandet är med ICANN:s policy. Namnet kommer från initialerna i engelskans Soviet Union. Rapport om .su-domänen från .su:s regleringskommitté Statistik |
| .sv       | El Salvador            | Aktiv   | 1994         | |
| .sy       | Syrien                 | Aktiv   | 1996         | |
| .sz       | Swaziland              | Aktiv   | 1993         | |

#### T
| Toppdomän | Användningsområde        | Status | Introducerad | Kommentar |
| --------- | ------------------------ | ------ | ------------ | --- |
| .tc       | Turks- och Caicosöarna   | Aktiv  | 1997         | |
| .td       | Tchad                    | Aktiv  | 1997         | |
| .tf       | Franska sydterritorierna | Aktiv  | 1997         | |
| .tg       | Togo                     | Aktiv  | 1996         | |
| .th       | Thailand                 | Aktiv  | 1988         | |
| .tj       | Tadzjikistan             | Aktiv  | 1995         | |
| .tk       | Tokelau                  | Aktiv  | 1997         | Toppdomänen ges bort gratis. http://www.dot.tk |
| .tl       | Östtimor                 | Aktiv  | 2005         | |
| .tm       | Turkmenistan             | Aktiv  | 1997         | |
| .tn       | Tunisien                 | Aktiv  | 1991         | |
| .to       | Tonga                    | Aktiv  | 1995         | Toppdomänen används allmänt av utländska organisationer, främst på grund av den engelskspråkiga prepositionen to. |
| .tp       | Östtimor                 | Aktiv  | 1997         | Detta är Östtimors tidigare. toppdomän. Bokstäverna står för Timor Português (Portugisiska Timor). Landet heter numera Timor-Leste på portugisiska, Östtimors officiella språk, och landets toppdomän är ändrad till .tl. |
| .tr       | Turkiet                  | Aktiv  | 1990         | |
| .tt       | Trinidad och Tobago      | Aktiv  | 1991         | |
| .tv       | Tuvalu                   | Aktiv  | 1996         | År 2000 förhandlade Tuvalu fram ett kontrakt där man under 12 år hyr ut sin toppdomän .tv för 50 miljoner amerikanska dollar. Vissa subdomäner, såsom org.tv och edu.tv, är förbehållna organisationer på Tuvalu.         |
| .tw       | Taiwan                   | Aktiv  | 1989         | |
| .tz       | Tanzania                 | Aktiv  | 1995         | |

#### U
| Toppdomän | Användningsområde                                      | Status | Introducerad | Kommentar |
| --------- | ------------------------------------------------------ | ------ | ------------ | --- |
| .ua       | Ukraina                                                | Aktiv  | 1992         | |
| .ug       | Uganda                                                 | Aktiv  | 1995         | |
| .uk       | Storbritannien                                         | Aktiv  | 1985         | Av historiska skäl används denna kod, trots att koden enligt ISO 3166-standarden är .gb, en standard som använts för alla andra länders koder. |
| .um       | Förenta staternas mindre öar i Oceanien och Västindien | Aktiv  | 1997         | De öar som domänen tillhör är alla obebodda, förutom tillfälliga invånare såsom USA:s militär. Domänen var 2007 formellt aktiv, men det fanns bara en webbplats, den ansvariga organisationen självt med https://web.archive.org/web/20070324093642/http://www.nic.um/ |
| .us       | USA                                                    | Aktiv  | 1985         | Toppdomänen används mest av federala och delstatliga myndigheter, men har använts mer och mer av företag. Övriga i USA använder mest .com eller ibland .org, .net, samt för universitet .edu. Federala myndigheter använder också .gov, till exempel http://www.whitehouse.gov. En Google-sökning på webbplatser med .us ger 500 miljoner träffar (februari 2012), mot 2 miljarder på .se, och 25 miljarder på .com. |
| .uy       | Uruguay                                                | Aktiv  | 1990         | |
| .uz       | Uzbekistan                                             | Aktiv  | 1995         | |

#### V
| Toppdomän | Användningsområde              | Status | Introducerad | Kommentar |
| --------- | ------------------------------ | ------ | ------------ | --------- |
| .va       | Vatikanstaten                  | Aktiv  | 1995         |           |
| .vc       | Saint Vincent och Grenadinerna | Aktiv  | 1991         |           |
| .ve       | Venezuela                      | Aktiv  | 1991         |           |
| .vg       | Brittiska Jungfruöarna         | Aktiv  | 1997         |           |
| .vi       | Amerikanska Jungfruöarna       | Aktiv  | 1995         |           |
| .vn       | Vietnam                        | Aktiv  | 1994         |           |
| .vu       | Vanuatu                        | Aktiv  | 1995         |           |

#### W
| Toppdomän | Användningsområde       | Status | Introducerad | Kommentar |
| --------- | ----------------------- | ------ | ------------ | --------- |
| .wf       | Wallis- och Futunaöarna | Aktiv  | 1997         |           |
| .ws       | Samoa                   | Aktiv  | 1995         |           |

#### Y
| Toppdomän | Användningsområde | Status  | Introducerad | Kommentar |
| --------- | ----------------- | ------- | ------------ | --- |
| .ye       | Jemen             | Aktiv   | 1996         | |
| .yt       | Mayotte           | Aktiv   | 1997         | |
| .yu       | Jugoslavien       | Inaktiv | 1989         | Toppdomänen används inte längre. Den blev inaktiv den 30 september 2009. Fram till dess användes främst i Serbien och Montenegro. Nya domäner har införts för samtliga länder i före detta Jugoslavien. Bosnien och Hercegovina - .ba. Kroatien - .hr. Nordmakedonien - .mk. Montenegro - .me. Serbien - .rs. Slovenien - .si. |

#### Z
| Toppdomän | Användningsområde | Status  | Introducerad | Kommentar |
| --------- | ----------------- | ------- | ------------ | --- |
| .za       | Sydafrika         | Aktiv   | 1990         | Nederländska Republiek van Zuid-Afrika var ett av landets officiella namn fram till 1983. Nederländska var ett av landets officiella språk fram till 1961 då det ersattes av afrikaans (på vilket landet heter Suid-Afrika). Inget av landets nuvarande officiella namn på dess officiella språk kan förkortas ZA. Toppdomänen .sa tillhör Saudiarabien. |
| .zm       | Zambia            | Aktiv   | 1991         | |
| .zr       | Kongo-Kinshasa    | Inaktiv | 1996         | Toppdomänen .zr ersattes av .cd i och med att landets officiella namn ändrades från Zaire till Demokratiska republiken Kongo. |
| .zw       | Zimbabwe          | Aktiv   | 1991         | |

#### Ickelatinska tecken
| Toppdomän                  | Användningsområde     | Status     | Introducerad                                 | Kommentar                                                                        |
| -------------------------- | --------------------- | ---------- | -------------------------------------------- | -------------------------------------------------------------------------------- |
| الجزائر                    | Algeriet              | Aktiv      | 2012                                         |                                                                                  |
| .հայ                       | Armenien              | Aktiv      | Godkänt november 2014, aktiv 2016.           |                                                                                  |
| اليمن                      | Bahrain               | Reserverad | Godkänt 2019, sajter kommer senare.          |                                                                                  |
| .বাংলা                        | Bangladesh            | Aktiv      | Godkänt mars 2011, aktiv 2017.               |                                                                                  |
| .бг                        | Bulgarien             | Aktiv      | Godkänt 2015, aktiv 2016.                    |                                                                                  |
| .κπ                        | Cypern                | Inaktiv    | Ej officiellt ansökt ännu.                   |                                                                                  |
| مصر                        | Egypten               | Aktiv      | 2010                                         | Exempel: http://سجل.مصر/ (internetorganisationen)                                |
| .ею                        | Europeiska unionen    | Aktiv      | Godkänt 2015, aktiv 2016.                    | kyrillisk skrift, använd bl.a. i bulgariska                                      |
| .ευ                        | Europeiska unionen    | Reserverad | Godkänt 2019, sajter kommer senare.          | grekiska alfabetet                                                               |
| امارات                     | Förenade arabemiraten | Aktiv      | 2010                                         |                                                                                  |
| .გე                        | Georgien              | Aktiv      | Godkänt mars 2011, aktiv 2016.               |                                                                                  |
| .ελ                        | Grekland              | Aktiv      | Godkänt 2015, aktiv 2018.                    |                                                                                  |
| .香港                      | Hongkong              | Aktiv      | 2011                                         |                                                                                  |
| .भारत                       | Indien                | Aktiv      | Godkänd 2011 Aktiv 2014                      |                                                                                  |
| .இந்தியா                      | Indien                | Aktiv      | Godkänd 2011 Aktiv 2015                      |                                                                                  |
| .ભારત                       | Indien                | Aktiv      | Godkänd 2011 Aktiv 2016                      |                                                                                  |
| بھارت .భారత్ .ਭਾਰਤ .ভারত       | Indien                | Aktiv      | Godkända 2011 Aktiva 2017                    |                                                                                  |
| .ಭಾರತ .ഭാരതം .ভাৰত .ଭାରତ        | Indien                | Reserverad | Godkända 2016, sajter kommer senare.         |                                                                                  |
| بارت .भारतम् .भारोत ڀارت ایران | Indien                | Reserverad | Godkända 2017, sajter kommer senare.         |                                                                                  |
| ישראל                      | Israel                | Reserverad | Godkänt 2020, sajter kommer senare.          |                                                                                  |
| عراق                       | Irak                  | Reserverad | Godkänt 2014, sajter kommer senare.          |                                                                                  |
| ایران                      | Iran                  | Aktiv      | 2010                                         |                                                                                  |
| .日本                      | Japan                 | Inaktiv    | Sökt, ännu ej godkänt.                       |                                                                                  |
| اليمن                      | Jemen                 | Reserverad | Godkänt april 2011, sajter kommer senare.    |                                                                                  |
| الاردن                     | Jordanien             | Aktiv      | 2010                                         |                                                                                  |
| .қаз                       | Kazakstan             | Aktiv      | 2012                                         |                                                                                  |
| .中国 .中國                | Kina                  | Aktiv      | 2010                                         |                                                                                  |
| .ລາວ                       | Laos                  | Reserverad | Godkänt 2019, sajter kommer senare.          |                                                                                  |
| ليبيا                      | Libyen                | Inaktiv    | Sökt, ännu ej godkänt.                       |                                                                                  |
| .澳门 .澳門                | Macao                 | Reserverad | Godkänt 2015, sajter kommer senare.          |                                                                                  |
| .мкд                       | Nordmakedonien        | Aktiv      | Godkänd 2014, aktiv 2015.                    |                                                                                  |
| مليسيا                     | Malaysia              | Aktiv      | Godkänt 2011, aktiv 2014.                    |                                                                                  |
| موريتانيا                  | Mauretanien           | Reserverad | Godkänt 2017, sajter kommer senare.          |                                                                                  |
| .мон                       | Mongoliet             | Aktiv      | Godkänt 2012, aktiv 2014.                    |                                                                                  |
| المغرب                     | Marocko               | Aktiv      | 2011                                         |                                                                                  |
| عمان                       | Oman                  | Aktiv      | Godkänt 2010, aktiv 2015                     |                                                                                  |
| فلسطين                     | Palestina             | Aktiv      | 2010                                         |                                                                                  |
| پاکستان                    | Pakistan              | Aktiv      | Godkänt 2011, aktiv 2018                     |                                                                                  |
| قطر                        | Qatar                 | Aktiv      | 2011                                         |                                                                                  |
| .рф                        | Ryssland              | Aktiv      | 2010                                         |                                                                                  |
| السعودية                   | Saudiarabien          | Aktiv      | 2010                                         |                                                                                  |
| .срб                       | Serbien               | Aktiv      | 2011                                         |                                                                                  |
| .新加坡 .சிங்கப்பூர்            | Singapore             | Aktiv      | 2011                                         | http://奧林匹克運動會.新加坡 och http://ஒலிம்பிக்.சிங்கப்பூர் är enda sajter än så länge. |
| .இலங்கை .ලංකා                  | Sri Lanka             | Aktiv      | 2011                                         |                                                                                  |
| سودان                      | Sudan                 | Reserverad | Godkänt november 2012, sajter kommer senare. |                                                                                  |
| .한국                      | Sydkorea              | Aktiv      | 2011                                         |                                                                                  |
| سوريا                      | Syrien                | Aktiv      | 2011                                         |                                                                                  |
| .台灣 .台湾                | Taiwan                | Aktiv      | 2010                                         |                                                                                  |
| .ไทย                       | Thailand              | Aktiv      | 2011                                         |                                                                                  |
| تونس                       | Tunisien              | Aktiv      | 2010                                         |                                                                                  |
| .укр                       | Ukraina               | Aktiv      | 2013                                         |                                                                                  |
| .бел                       | Belarus               | Aktiv      | Godkänd 2014, aktiv 2015                     |                                                                                  |

Webbadresser med arabiska och hebreiska tecken i toppdomänen skrivs med toppdomänen längst till vänster.

### Generiska toppdomäner
Denna lista är ofullständig; det fanns i slutet av 2016 över 1 500 godkända generiska toppdomäner (alla dock inte aktiva), och det bedömdes bli fler. Åtta stycken bildades 1985–1988, ett tiotal 2000–2011, och resten efter 2012.
Se en:List of Internet top-level domains#ICANN-era generic top-level domains på engelska Wikipedia.
| Toppdomän                                                                         | Användningsområde                                                      | Status     | Introducerad | Kommentar |
| --------------------------------------------------------------------------------- | ---------------------------------------------------------------------- | ---------- | ------------ | --- |
| .aero                                                                             | Reserverat för flygbolag.                                              | Aktiv      | 2002         | Domänen var den första toppdomänen avsedd för en specifik bransch. Domänen administreras SITA, ett företag specialiserat på IT och telekom inom flygindustrin. Det finns underdomäner både med hela namn och ord och med två bokstäver enligt IATA:s flygbolagskoder och med tre bokstäver enligt IATA:s flygplatskoder. |
| .arpa                                                                             | Reserverat för infrastruktur på Internet.                              | Aktiv      | 1985         | Ursprungligen avseende datorer anslutna via ARPANET som var föregångaren till internet. Dessa datorer gick en period att komma åt via särskilda förbindelser. .arpa har behållits för vissa infrastrukturtjänster. |
| .bitnet                                                                           | Reserverat för BITNET.                                                 | Inaktiv    | 1980-talet   | Informell toppdomän som användes under 1980-talet, avseende datorer anslutna via BITNET-systemet som inte var internet-kompatibelt, men som gick att komma åt via särskilda förbindelser. |
| .biz                                                                              | Reserverat för affärsverksamheter.                                     | Aktiv      | 2001         | Bokstäverna biz är slang för engelskans business, affärsverksamhet. Domänregister |
| .com                                                                              | Tänkt för kommersiella syften, numera ingen avgränsning.               | Aktiv      | 1985         | Bokstäverna kommer från engelskans commercial, kommersiell. .com var en av de första toppdomänerna och skapades i januari 1985 och har växt till den klart mest använda. Den uttalas ofta som punkt com eller som engelska dot com, och finns på det sättet i det vardagliga språket. De flesta stora företag har (företagsnamn).com plus kanske nationella domäner. Det finns inga begränsningar för vem som får skaffa .com-adresser. Domänen var tänkt för vinstinriktade företag men används av företag, föreningar, privatpersoner och lite av varje sorts ägare. |
| .coop                                                                             | Reserverat för kooperativ verksamhet.                                  | Aktiv      | 2001         | Domänen skapades efter ett beslut i ICANN under 2000 för att lätta på den överbelastade .com-toppdomänen. Enbart kooperativa organisationer som är medlemmar i en organisation för kooperativ kan få en domän under .coop. Exempel på svenska organisationer som har registrerat en .coop-adress är Kooperativa Förbundet (http://www.kooperativaforbundet.coop) och Lantmännen (http://www.lantmannen.coop). Domänregister |
| .edu                                                                              | Reserverat för utbildningar.                                           | Aktiv      | 1985         | Används mest för universitet i USA. Det finns formella krav på vem som får skaffa en sådan domän, vilket gjort det svårt för skolor utanför USA att skaffa en. Detta var en av de första toppdomänerna som skapades i januari 1985, och var den första tiden den vanligaste räknat på antal e-postmeddelanden med mera, eftersom det var universiteten som byggde upp internet då. |
| .example                                                                          | Reserverat för IANA.                                                   | Reserverad | 1999         | Reserverad toppdomän som är till för att användas som exempel i dokument. Domänen används inte i DNS-systemet. |
| .gov                                                                              | Reserverat för USA:s federala statsmakt.                               | Aktiv      | 1985         | Används i USA av statliga och delstatliga myndigheter. |
| .info                                                                             | Tänkt för informationssajter, i praktiken ingen avgränsning.           | Aktiv      | 2001         | Domänregister |
| .int                                                                              | Reserverat för internationella organisationer.                         | Aktiv      | 1988         | Används av internationella samarbetsorganisationer. Exempel på sådana som använder .int är Nato och FN. Tidigare använde sig EU också av .int, men numera används .eu istället. |
| .invalid                                                                          | Reserverat för IANA.                                                   | Reserverad | 1999         | .invalid är en reserverad toppdomän som är till för att användas på webbsidor, i e-post och liknande för att åskådliggöra ett domännamn som är uppenbart ogiltigt. Domänen används inte i DNS-systemet. En vanlig användning är i sammanhang då e-postadress krävs av formella skäl, men man inte kan eller vill ange en fungerande adress. Se även .example |
| .jobs                                                                             | Reserverat för arbetsökning.                                           | Aktiv      | 2005         | Skapad speciellt för företag som vill anställa. Domänen skapades 2005. |
| .local                                                                            | Reserverat för lokala nätverk.                                         | Reserverad | ?            | Informell toppdomän som används för sajter inom ett lokalt nätverk, till exempel Apple-protokollet Bonjour och ibland av Microsoft Active Directory. |
| .localhost                                                                        | Reserverat för IANA.                                                   | Reserverad | 1999         | Reserverad toppdomän som av traditionella skäl alltid ska peka på loopback-adressen. |
| .mil                                                                              | Reserverat för USA:s försvarsdepartement.                              | Aktiv      | 1985         | Används av Amerikanska försvarsdepartementet och dess underorganisationer. Bokstäverna mil kommer från military, det engelska ordet för militär. Den var en av de första toppdomänerna som infördes 1985. USA är det enda land som har en toppdomän för sina militära styrkor. Andra länder använder sig av andranivådomäner för sina militära organisationer, till exempel .mil.se för svenska Försvarsmakten. |
| .mobi                                                                             | Reserverat för mobilt anpassade webbplatser (mobilsajter).             | Aktiv      | 2006         | Domän öppen för registrering sedan 2006. Domänen är endast till för det mobila internet – domäner som riktar sig mot exempelvis mobiltelefoner. MTLD |
| .museum                                                                           | Reserverat för museer.                                                 | Aktiv      | 2001         | |
| .name                                                                             | Reserverat för privatpersoner.                                         | Aktiv      | 2001         | Man kan registrera namn på dels andra och dels tredje nivån. Ifall någon registrerar ett namn på tredje nivån så blir den andra nivån som då användes reserverad och kan inte längre registreras. Registrering av Name-domäner |
| .net                                                                              | Tänkt för nätoperatörer, i praktiken ingen avgränsning.                | Aktiv      | 1985         | Bokstäverna kommer från engelskans network, nätverk. Generisk toppdomän (gTLD) som används av DNS. Detta var en av de ursprungliga toppdomänerna som introducerades 1985. Den var ursprungligen avsedd att användas av nätverksorganisationer såsom internetleverantörer. Idag finns det inga formella restriktioner på vem som får registrera en .net-domän. |
| .org                                                                              | Reserverat för organisationer.                                         | Aktiv      | 1985         | Toppdomän som används i DNS. Bokstäverna står för organization, organisation. .org var en av de ursprungliga toppdomänerna som etablerades 1985. Den var ursprungligen avsedd för organisationer som inte nådde upp till kraven för andra toppdomäner. Idag kan vem som helst registrera en .org-domän, men toppdomänen signalerar att verksamheten är icke-kommersiell, alltså utan vinstintresse från ägarna. Domänen har sedan 1 januari 2003 administrerats av Public Interest Registry, PIR. org.                                                                 |
| .pro                                                                              | Reserverat för webbplatser för legitimerade personer inom vissa yrken. | Aktiv      | 2001         | Avser för närvarande advokater, revisorer, läkare och ingenjörer. För att få registrera en .pro-domän måste man visa att man är behörig, vilket bara kan göras i några länder. År 2011 fanns cirka 100 000 domännamn. Det finns tio underdomäner, bland annat: .law.pro, .med.pro, .eng.pro och .cpa.pro. |
| .root                                                                             | Reserverat för infrastruktur på internet.                              | Aktiv      | 2004         | Domän som används internt i DNS-systemet. Närvaron av domänen sist i filen visar att hela filen kom med filöverföring. Även kallad vrsn-end-of-zone-marker-dummy-record.root. |
| .tel                                                                              | Reserverat för kommunikationswebbplatser.                              | Aktiv      | 2005         | Nyskapad toppdomän som är till för internetkommunikation. |
| .test                                                                             | Reserverat för IANA.                                                   | Reserverad | 1999         | Reserverad toppdomän som är till för att användas vid tester av DNS-programvara. Domänen används inte i det vanliga DNS-systemet. |
| .travel                                                                           | Reserverat för reseföretag.                                            | Aktiv      | 2005         | |
| .uucp                                                                             | Inte aktiv längre, startad av UUCP.                                    | Inaktiv    | 1985         | Icke-formell toppdomän som användes under 1980-talet för att adressera UUCP-anslutna datorer, alltså datorer anslutna via UUCP-systemet som inte var internet-kompatibelt, men som gick att komma åt via särskilda förbindelser. |
| .xxx                                                                              | Reserverat för webbplatser med pornografi.                             | Aktiv      | 2011         | Främst reserverad för pornografi. Domänen blev först godkänd, vilket återkallades, men som godkänts igen 2011. XXX är i USA en beteckning för pornografi, som används i annonser med mera, något som härstammar från äldre bokstavskoder för åldersgränser för filmer, där bokstaven X betydde 18-årsgräns. |
| .إختبار .测试 .測試 .δοκιμή .परीक्षा .テスト .테스트 .آزمایشی .испытание .பரிட்சை .טעסט | Reserverat för test av DNS-programvara                                 | Aktiv      | 2007         | Toppdomäner som är till för att användas vid tester av DNS-programvara under en begränsad period, för kommande introduktion av toppdomäner med icke-latinska tecken. Orden är alla översättningar av ordet test. Till exempel fungerade år 2010 adresserna http://пример.испытание/ , https://web.archive.org/web/20130323103917/http://xn--hxajbheg2az3al.xn--jxalpdlp/ och http://例え.テスト/ |

#### Städer, regioner
| Toppdomän  | Användningsområde                              | Status | Introducerad | Kommentar |
| ---------- | ---------------------------------------------- | ------ | ------------ | --- |
| .asia      | Reserverat för webbplatser i Asien.            | Aktiv  | 2004         | |
| .cat       | Reserverat för katalansk kultur/kommunikation. | Aktiv  | 2005         | Är till för sajter på det katalanska språket eller om den katalanska kulturen. Administreras/finansieras av den katalanska stiftelsen Fundació puntCAT. År 2018 fanns drygt 107 000 registrerade domännamn. |
| .eus       | Reserverat för Baskien.                        | Aktiv  | 2014         | Är till för sajter på det baskiska språket eller om den baskiska kulturen. |
| .krd       | Reserverat för Kurdistan                       | Aktiv  | 2014         | |
| .stockholm | Ägs av Stockholms stad.                        | Aktiv  | 2016         | Började användas av staden 2018 (http://nic.stockholm/ var enda sajten 2016–2018). |

#### Företag, varumärken
Det fanns i slutet av 2016 flera hundra godkända toppdomäner som innehöll namn på ett företag eller varumärke. Några är svenska.
| Toppdomän        | Ägare                                     | Status  | Introducerad | Kommentar                                                             |
| ---------------- | ----------------------------------------- | ------- | ------------ | --------------------------------------------------------------------- |
| .abb             | ABB Ltd (ursprungligen Asea Brown Boveri) | Aktiv   |              | http://nic.abb/ (registeransvarig) var enda sajten i december 2016.   |
| .aeg             | Aktiebolaget Electrolux                   | Aktiv   |              |                                                                       |
| .ericsson        | Telefonaktiebolaget L M Ericsson          | Inaktiv |              |                                                                       |
| .sandvik         | Sandvik AB                                | Aktiv   |              |                                                                       |
| .sandvikcoromant | Sandvik Coromant                          | Aktiv   |              |                                                                       |
| .sca             | Svenska Cellulosa Aktiebolaget            | Aktiv   |              | http://nic.sca/ (registeransvarig) är enda sajten i december 2016.    |
| .volvo           | Volvo Holding Sverige Aktiebolag          | Aktiv   |              | http://nic.volvo/ (registeransvarig) var enda sajten i december 2016. |

Den 26 juni 2008 beslutade Icann att på sikt tillåta bildandet av betydligt fler generiska toppdomäner. Den 12 januari 2012 blev det möjligt att ansöka om en egen generisk toppdomän Den 13 juni 2012 publicerades en lista på 1 930 nya toppdomäner för vilka ansökningar inkommit. Svenska organisationer har bland annat sökt .Stockholm, .ericsson, .sandvik och .volvo.
Enligt RFC2606 finns det fyra "reserverade" toppdomäner: .test, .example, .invalid och .localhost. Det finns också tre reserverade andranivådomäner: example.com, example.net och example.org.